# Кітченер
Кітченер (англ. City of Kitchener, [kɪtʃɪnər]) — місто в провінції Онтаріо в Канаді, розташоване в муніціпалітеті Ватерлоо в південно-західному Онтаріо, на березі річки Ґранд. Разом із Кембриджем та Ватерлоо утворює агломерацію із загальною чисельністю 489 тис. жителів. Місто — частина промислового району, прозваного «Золотою підковою». Докладніше про три міста — в статті про муніціпалітет Ватерлоо.

## Історія
До 1916 року місто називалося Берлін (англ. Berlin). Під час Першої світової війни назву змінено на «Кітченер» (англ. Kitchener) на честь загиблого фельдмаршала Гораціо Герберта Кітченера.

## Культура
Кітченер і Ватерлоо проводять щорічний фестиваль пива «Кітченер-Ватерлоо Октоберфест».

## Освіта
У Кітченері міститься Університет Вільфреда Лор'є, а в обох містах Кітченер і Ватерлоо — Університет Ватерлоо.

## Особливості
- «Золота підкова» — (англ. Golden Horseshoe)
- Університет Вільфреда Лор'є (англ. Wilfrid Laurier University)
- Університет Ватерлоо (англ. University of Waterloo)
- Симфонія Кітченера та Ватерлоо
- Фестиваль пива «Кітченер-Ватерлоо Октоберфест» (англ. Kitchener-Wateroo Octoberfest)

## Відомі люди
- Пітер Майкл Бем — канадський сенатор і дипломат німецького походження, колишній посол Канади у Німеччині
- Еліз Бауман (* 1990) — канадська акторка кіно і телебачення.
- Гомер Ватсон — канадський художник.
- Леннокс Льюїс (англ. Lennox Lewis)
- Вільям Лайон Маккензі Кінг (англ. William Lyon Mackenzie King)
- Дейвід Морелл (англ. David Morrell)
- Маргарет Міллар — американська письменниця.